# USNS Comfort
La USNS Comfort è una nave ospedale della United States Navy.
I compiti della Comfort sono quelli di fornire assistenza di emergenza in loco per le forze armate statunitensi schierate in guerra o in altre operazioni. Gestito dal comando militare del Sealift, la Comfort fornisce servizi medici e chirurgici per supportare le forze aeree/terrestri del Corpo dei Marine schierate a terra, delle unità dell'Esercito e dell'Aeronautica militare schierate a terra e delle unità operative anfibie e navali. In secondo luogo, fornisce un servizio ospedaliero mobile per l'uso da parte di alcune agenzie governative statunitensi in caso di catastrofe naturale, soccorso umanitario o operazioni militari in tempo di pace. La Comfort è più attrezzata rispetto ad un ospedale da campo, ma meno efficace di un ospedale tradizionale di terra.
Dal 30 marzo al 30 aprile 2020, la USNS Comfort è stata di stanza a New York per aiutare a combattere la pandemia di COVID-19 nella città, per sopperire alla mancanza di spazio e posti letto negli ospedali.